# بول باومان
بول باومان (بالبولندية: Paweł Baumann)‏ هو راكب الكنو بولندي، ولد في 11 يونيو 1983 في بوزنان في بولندا، وتوفي بنفس المكان في 22 أكتوبر 2016.

## وصلات خارجية
- بول باومان على موقع أوليمبيديا (الإنجليزية)
- بول باومان على موقع اللجنة الأولمبية البولندية (مؤرشف) (البولندية)